# Municipio de Horsehead
El municipio de Horsehead (en inglés: Horsehead Township) es un municipio ubicado en el condado de Johnson en el estado estadounidense de Arkansas. En el año 2010 tenía una población de 761 habitantes y una densidad poblacional de 8,7 personas por km².

## Geografía
El municipio de Horsehead se encuentra ubicado en las coordenadas 35°32′33″N 93°34′35″O / 35.54250, -93.57639. Según la Oficina del Censo de los Estados Unidos, el municipio tiene una superficie total de 87.46 km², de la cual 87,03 km² corresponden a tierra firme y (0,5 %) 0,44 km² es agua.

## Demografía
Según el censo de 2010, había 761 personas residiendo en el municipio de Horsehead. La densidad de población era de 8,7 hab./km². De los 761 habitantes, el municipio de Horsehead estaba compuesto por el 95,53 % blancos, el 0,39 % eran afroamericanos, el 0,66 % eran amerindios, el 1,18 % eran asiáticos, el 0,26 % eran de otras razas y el 1,97 % eran de una mezcla de razas. Del total de la población el 2,37 % eran hispanos o latinos de cualquier raza.